# Leonard Górnicki
Leonard Górnicki – polski prawnik, prof. dr hab. nauk prawnych, profesor nadzwyczajny Wyższej Szkoły Informatyki i Zarządzania „Copernicus” we Wrocławiu i Społecznej Wyższej Szkoły Przedsiębiorczości i Zarządzania w Łodzi, Społecznej Akademii Nauk Wydziału Studiów Międzynarodowych i Informatyki, Katedry Międzynarodowych Stosunków Politycznych i Dyplomacji, oraz Instytutu Historii Państwa i Prawa Wydziału Prawa, Administracji i Ekonomii Uniwersytetu Wrocławskiego.

## Życiorys
W 1985 ukończył studia prawnicze na Uniwersytecie Wrocławskim, 9 grudnia 1991 obronił pracę doktorską Prawo Trzeciej Rzeszy w nauce i publicystyce prawniczej Polski międzywojennej (1933-1939), otrzymując doktorat, a 12 marca 2001 habilitował się na podstawie oceny dorobku naukowego i pracy zatytułowanej Prawo cywilne w pracach Komisji Kodyfikacyjnej RP w latach 1919–1939. 17 lipca 2015 nadano mu tytuł profesora w zakresie nauk prawnych.
Został zatrudniony na stanowisku profesora nadzwyczajnego w Wyższej Szkole Informatyki i Zarządzania „Copernicus” we Wrocławiu i Społecznej Wyższej Szkole Przedsiębiorczości i Zarządzania w Łodzi, Społecznej Akademii Nauk Wydziału Studiów Międzynarodowych i Informatyki, Katedry Międzynarodowych Stosunków Politycznych i Dyplomacji, oraz w Instytucie Historii Państwa i Prawa na Wydziale Prawa, Administracji i Ekonomii Uniwersytetu Wrocławskiego.
Pełnił funkcję kierownika Katedry Nauk Społecznych i Humanistycznych Wydziału Informatyki i Administracji w Wyższej Szkole Informatyki i Zarządzania „Copernicus” we Wrocławiu, a także członka Konwentu Rzeczników Ministerstwa Nauki i Szkolnictwa Wyższego, Zespołu Specjalistycznego, Interdyscyplinarnego, Doradczego i Zadaniowe Ministra.

## Publikacje
- Prawo cywilne w pracach Komisji Kodyfikacyjnej Rzeczypospolitej Polskiej w latach 1919–1939[1]
- 2006: Droit moral w polskiej ustawie o prawie autorskim z 1926 roku[1]
- 2008: Metoda opracowania i koncepcja kodeksu zobowiązań z 1934 roku[1]

Artykuły
- O wpływie myśli Jacoba Boehmego (1575-1624) na nowoczesną gnozę